# Bo landskommun
För Bo landskommun i Stockholms län, se Boo landskommun.
Bo landskommun var en tidigare kommun i Örebro län.

## Administrativ historik
Den bildades då 1862 års kommunalförordningar trädde i kraft, i Bo socken i Sköllersta härad i Närke. 
Vid kommunreformen 1952 uppgick den i storkommunen Sköllersta landskommun. Området ingår numera i Hallsbergs kommun.

## Politik

### Mandatfördelning i Bo landskommun 1938-1946
| 14 | 6 |

| 19 |

| 13 | 7 |

| 16 | 4 |

| 13 | 7 |

| 19 |